# Cologno al Serio
Cologno al Serio é uma comuna italiana da região da Lombardia, província de Bérgamo, com cerca de 9.409 habitantes. Estende-se por uma área de 17 km², tendo uma densidade populacional de 553 hab/km². Faz fronteira com Brignano Gera d'Adda, Ghisalba, Martinengo, Morengo, Romano di Lombardia, Spirano, Urgnano.

## Demografia
| Variação demográfica do município entre 1861 e 2011                               |
|                                                                                   |
| Fonte: Istituto Nazionale di Statistica (ISTAT) - Elaboração gráfica da Wikipedia |